# José Ribeiro e Castro
José Ribeiro e Castro (ur. 24 grudnia 1953 w Lizbonie) – portugalski prawnik i adwokat, deputowany do Zgromadzenia Republiki (1976–1983, 1999, od 2009) i Parlamentu Europejskiego (1999–2009), przewodniczący Centrum Demokratyczno-Społecznego – Partii Ludowej (2005–2007).

## Życiorys
W 1975 ukończył studia prawnicze na Uniwersytecie Lizbońskim. Od 1975 do 1999 pracował jako prawnik i radca prawny, od 1999 praktykował jako adwokat. Był m.in. sekretarzem stanu i asystentem wicepremiera w rządzie PSD (od 1980 do 1983), doradcą i asystentem ministra oświaty (1987–1991), doradcą prawnym w Ministerstwie Pracy i Zabezpieczenia Społecznego (od 1991) oraz członkiem i przewodniczącym komisji podatkowej Rádio e Televisão de Portugal (1988–1991). W latach 1991–1999 zatrudniony na różnych stanowiskach w stacji TVI.
W 1974 przystąpił do Centrum Demokratyczno-Społecznego. Zasiadał w jego komisji politycznej (1979–1983, 1998–2003). Od kwietnia 2005 do kwietnia 2007 pełnił obowiązki prezesa CDS-PP.
Sprawował liczne funkcje samorządowe i parlamentarne: od 1982 do 1985 był radnym Rady Miejskiej w Odemira, później radnym i przewodniczącym zgromadzenia miejskiego Sintry (2002–2005). W 1976 po raz pierwszy uzyskał mandat posła do Zgromadzenia Republiki. Po raz kolejny był wybierany w latach 1980 i 1999. W listopadzie 1999 wszedł w skład Parlamentu Europejskiego. Reelekcję uzyskał w 2004. W VI kadencji był członkiem grupy Europejskiej Partii i Europejskich Demokratów. W latach 2005–2007 stał na czele swojego ugrupowania. W 2009 ponownie wybrany w skład krajowego parlamentu, mandat utrzymał również w 2011.
Od 1997 do 1998 pełnił obowiązki wiceprezesa klubu sportowego SL Benfica Lizbona. Jest żonaty, ma czwórkę dzieci.